# Narijn-Gol
Il Narijn-Gol (in mongolo e in russo Нарийн-Гол?) è un fiume della Mongolia e della Russia, tributario del lago Uvs Nuur. Scorre attraverso i distretti (kožuun) Ėrzinskij e Tes-Chemskij di Tuva (Russia) e i sum Baruunturuun, Zùùngov' e Tės della Provincia dell'Uvs (Mongolia).

## Descrizione
Il fiume nasce sul territorio della riserva «Altan-Els» ("sabbie d'oro") dalle sorgenti Zuunė-Bulguud a un'altitudine di circa 1 100 m. L'alta valle del fiume è ricoperta da una foresta di salici e pioppi circondata dalle sabbie del Booreg-Delijn-Ėls. Il Narijn-Gol traccia poi per un tratto il confine di stato russo-mongolo scorrendo in direzione nord-occidentale; rientra poi in Mongolia dirigendosi a ovest. Alla confluenza del suo principale affluente, il Chojt-Gol, il fiume si divide in due canali e forma un'isola prima di sfociare nella parte occidentale del lago Uvs Nuur. Ha una lunghezza di 131 km, l'area del suo bacino è di 4 290 km².